# Vielzeller

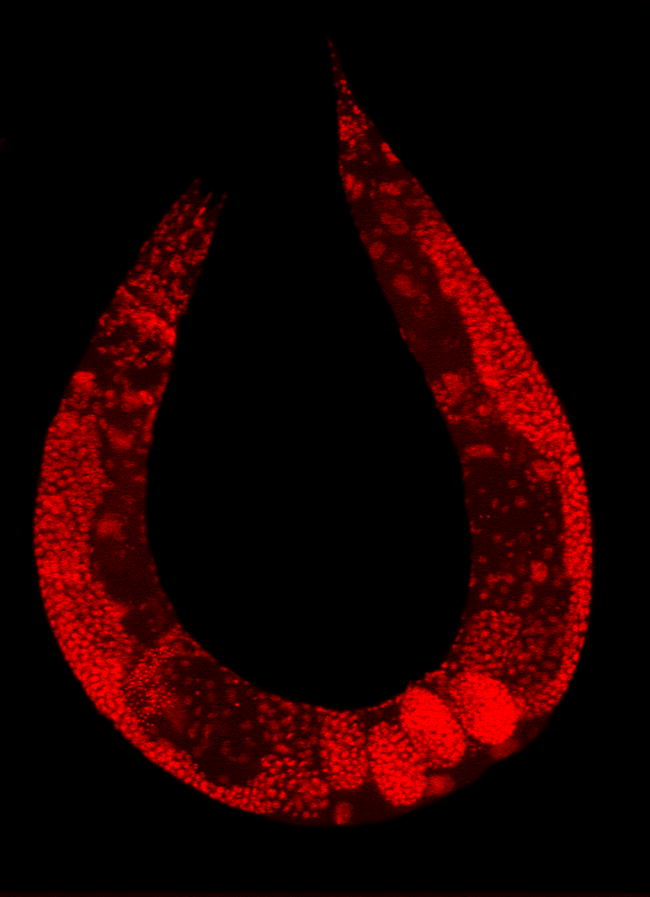
Fadenwurm Caenorhabditis elegans mit angefärbten Zellkernen in einer fluoreszenzmikroskopischen Aufnahme.

Vielzeller oder Mehrzeller sind Lebewesen, die aus mehreren Zellen aufgebaut sind. Echte Vielzeller unterscheiden sich dabei von Kolonien einzelliger Lebewesen durch einen gemeinsamen Stoffwechsel des Zellverbandes, eine mehr oder weniger ausgeprägte Aufgabenteilung der Zellen sowie häufig die Ausbildung von Geweben. Eine Grenze zwischen echten Vielzellern und Einzellerkolonien mit einem gewissen Differenzierungsgrad ist nicht genau definiert.
Vielzellige Lebewesen umfassen die Mehrzahl der Tiere (Animalia), Pflanzen (Plantae) und Pilze (Fungi). Diese wurden von Ernst Mayr als Metabionta den einzelligen Protisten und Bakterien (damals noch die Archaeen mit umfassend, entsprechend dem moderneren Terminus Prokaryoten) gegenübergestellt. Diese beiden Gruppen bilden allerdings nur Organisationsstufen und keine verwandtschaftlichen Gruppen (Kladen), da Vielzelligkeit mehrmals unabhängig voneinander entstanden ist und manche Prostisten näher mit Tieren, Pflanzen oder Pilzen verwandt sind, als diese untereinander. Zudem gibt es bei verschiedenen Gruppen der Algen, Protozoen, Pilzen und teilweise auch bei Bakterien (Bacteria) Übergangsformen zur Vielzelligkeit.

## Evolution der Vielzelligkeit

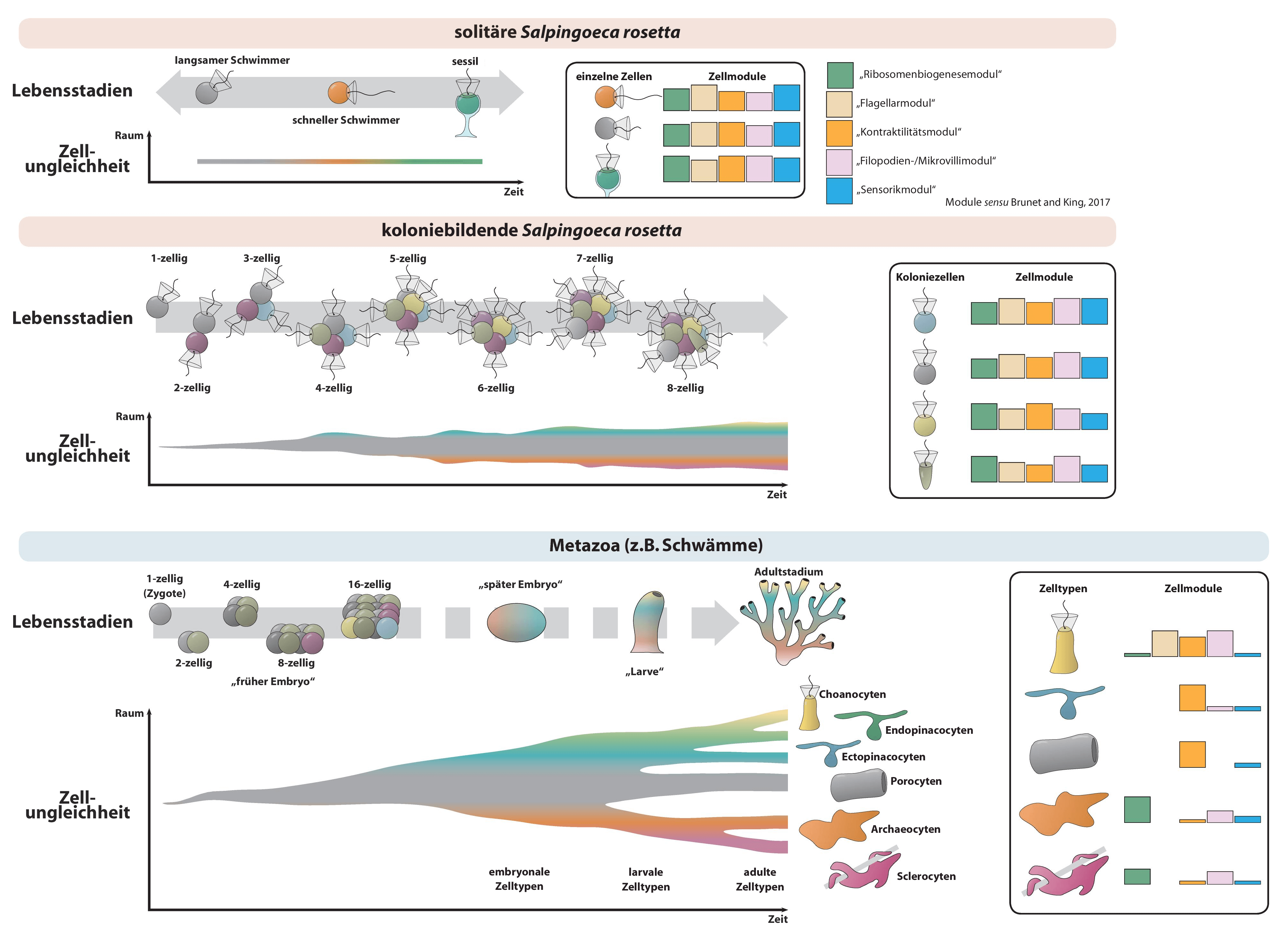
Vergleichende Darstellung der Vielfalt der Zellen in verschieden organisierten Organismen in einem Erklärungsmodell für die evolutionäre Entstehung von vielzelligen Organismen: Oben solitäre Choanoflagellaten, in der Mitte koloniebildende Choanoflagellaten, unten Schwämme

Die Vielzelligkeit ist im Laufe der Evolution offensichtlich mehrmals unabhängig entstanden. Die ältesten fossil bekannten vielzelligen Lebewesen traten vor etwa 2 bis 3 Milliarden Jahren im Proterozoikum auf. Es handelte sich dabei um trichombildende Mikroorganismen, von denen man annimmt, dass es Cyanobakterien waren, und um einfache Grünalgen. Komplexere Vielzeller treten möglicherweise erstmals vor 2,1 Milliarden Jahren auf (Gabonionta). Relativ sicher nachgewiesen ist das Auftreten mehrzelliger photosynthetisch aktiver Organismen (Mikroalgen: Arctacellularia tetragonala) vor etwa 1 Milliarde Jahren, später folgte vor etwa 600 Millionen Jahren im Neoproterozoikum die Ediacara-Fauna und die frühesten vielzelligen Tieren (Metazoa). Eine Modellanalyse zur Entstehung arbeitsteilig differenzierter multizellulärer Organismen diskutiert R. A. Jörres (2010).
Neben den eindeutig zuordenbaren Ein- und Vielzellern gibt es bis heute verschiedene Übergangsformen. Bei manchen Arten  sind dabei auch Übergänge von Ein- zu Vielzelligkeit in Abhängigkeit von Umweltbedingungen zu beobachten:
- Verschiedene Bakterien, insbesondere innerhalb der Cyanobakterien (veraltet „Blaualgen“) bilden komplexe Gebilde aus mehreren Zellen, die eine gemeinsame Schleimhülle und spezialisierte Zellen (z. B. Sporen oder Nährstoffe speichernde Zellen) enthalten können. Weitere Beispiele sind u. a. die Actinomycetales (veraltet „Strahlenpilze“) und die fruchtkörperbildenden Myxobakterien.
- Verschiedene Algen bilden Kolonien mit einer Tendenz zur Zelldifferenzierung. Allgemein unterscheidet man in der Botanik bei mehrzelligen Algen und Pflanzen Formen mit einem relativ wenig differenzierten vielzelligen Körperbau, der als Thallus bezeichnet wird, und dem in klar differenzierte Gewebe und Organe unterteilten Kormus.
- Einige der als engste Verwandte der vielzelligen Tiere (Metazoa) geltenden „Protozoen“ aus der Gruppe der Choanoflagellaten bilden unter bestimmten Bedingungen kleine rosettenförmige Kolonien, bei denen eine geringfügige, mit der Größe der Kolonie zunehmende Zelldifferenzierung festgestellt wurde.[4]
- Bei einigen Pilzarten finden sich sowohl einzellige Hefe- als auch vielzellige Hyphenphasen.
- Bei zellulären Schleimpilzen wie Dictyostelium discoideum aggregieren einzeln lebende Zellen bei Nahrungsmangel zu einem Fruchtkörper, innerhalb dessen es zu Zelldifferenzierungen kommt.

## Biochemische und molekulare Voraussetzungen der Vielzelligkeit
Die Voraussetzungen für Vielzelligkeit – sie spiegeln sich bis hinab auf die molekulare Ebene – ergeben sich aus der Lösung spezifischer Probleme. So ist das Problem der Kommunikation der miteinander verbundenen Zell- bzw. Gewebeverbände zu lösen, die direkte Zell-Zell-Kommunikation, die Zelldifferenzierung, die verschiedensten Zelltypen müssen koordiniert und aus undifferenzierten Vorläuferzellen gebildet werden. Die Zelladhäsion, die Zellen der einzelnen Gewebe und Organe des Organismus müssen, damit sie eine Gestalt ausbilden können, auf bestimmte Weise aneinander haften.
Interzelluläre Erkennungsprozesse gehören zu den grundlegenden Vorgängen in der Entwicklung von multizellulären Organismen. Sie haben aber auch beim Erhalt von Geweben und bei Regenerationsprozessen in adulten Organismen eine große Bedeutung. Bestandteil dieser morphoregulatorischen Vorgänge ist die membranabhängige Umsetzung der interzellulären Erkennung in Signalprozesse. So werden die Zellwanderungen, etwa von Somiten in die Extremitätenanlagen, die Differenzierung von Zellen, etwa die Polarisierung von Epithelzellen, und im spezifischen Zellkontext, auch das Schicksal von Zellen (Stammzellenentwicklung) beeinflusst.

## Fortpflanzung und Tod
Während sich einzellige Lebewesen durch einfache Zellteilung fortpflanzen, haben die meisten Vielzeller komplexere Fortpflanzungsstrategien. Insbesondere besitzen sie neben den Körperzellen, die den funktionellen Organismus aufbauen (somatische Zellen), häufig spezialisierte Zellen, welche dem Hervorbringen der nächsten Generation dienen (generative Zellen). Diese können sexuell (Geschlechtszellen) oder asexuell gebildet werden.
August Weismann stellte 1881 die Hypothese auf, dass Altern und Sterblichkeit erst im Laufe der Evolution vielzelliger Lebewesen auftraten. Beim Einzeller dient die individuelle Zelle gleichzeitig als generative Zelle, die durch die Teilung die Nachfolgegeneration hervorbringt, sodass der ganze einzellige Organismus potentiell unsterblich ist. Beim Vielzeller beschränkt sich diese potentielle Unsterblichkeit auf die generativen Zellen, während der aus den somatischen Zellen aufgebaute, das Individuum definierende, Körper sterblich ist.